# آمادگی (جامعه‌شناسی)
آمادگی (به فرانسوی: disposition) در جامعه‌شناسی بوردیو به معنی مجموعه پیش‌زمینه‌ها، امیال، رغبت ها و گرایش‌های ناخودآگاه فرد به تکرار اعمال و رفتارها در شرایط معین است که هر فردی آنها را در خودش درونی و انباشته کرده است.
 آمادگی محصول زندگی و تجربه روزمره هر فرد از گذشته تاکنون است که در بدن او نهفته است. آمادگی بنیان هر عمل یا رفتار در عاملان اجتماعی است.  بوردیو از نظام آمادگی‌ها به عادت‌واره یاد می‌کند.  

## پانوشت‌ها و منابع
1. ↑  Bourdieu, P. (1972). Esquisse d'une théorie de la pratique. précédé de Trois études d'ethnologie kabyle, Paris, Éditions du Seuil, (ISBN 978-2-02-133733-4)
2. ↑  بوردیو، پی‌یر. (۱۴۰۲). چیزهای گفته‌شده. ترجمهٔ محسن ناصری راد. تهران: انتشارات گام نو. شابک ۹۷۸-۶۲۲-۷۴۵۰-۲۶-۲.
3. ↑  بوردیو، پی‌یر. (۱۴۰۰). سلطه مذکر. ترجمهٔ محسن ناصری راد. تهران: نشر آگه. ص. ۱۰ (یادداشت مترجم). شابک ۹۷۸-۹۶۴-۳۲۹-۴۴۹-۶.
4. ↑  Bourdieu, P. (1997). Méditations Pascaliennes, Paris, Éditions du Seuil, coll. Liber, 316 p. (ISBN 978-202-032-002-3)